# Заболотье (Рославльский район)
Заболотье — деревня в Рославльском районе Смоленской области России. Входит в состав Сырокоренского сельского поселения. Население — 63 жителя (2007 год). 
Расположена в южной части области в 50 км к северо-востоку от Рославля, в 22 км севернее автодороги А101 Москва — Варшава («Старая Польская» или «Варшавка»), на берегу реки Соложа. В 25 км севернее деревни расположена железнодорожная станция Жегловка на линии Смоленск — Сухиничи. 

## История
В годы Великой Отечественной войны деревня была оккупирована гитлеровскими войсками в августе 1941 года, освобождена в сентябре 1943 года.

## Известные люди
Фирсов, Владимир Иванович (1937—2011) — поэт, переводчик (родился в Заболотье).